# Written by a Kid
Written by a Kid je americký internetový seriál vytvořený Willem Bowlesem a Joshem Flaumem. Premiérově byl uveden na YouTube v letech 2012–2013, kdy vzniklo celkem 13 dílů o délce od tří do šesti minut.
Seriál je založen na vyprávění malých dětí, které si vymýšlí nejrůznější fantastické příběhy. Jejich děj je využit jako scénář pro audiovizuální zobrazení historky (ať už v hrané formě, jako animované dílo, nebo v kombinaci obou přístupů), jenž je prezentován divákům během vyprávění. Autoři seriálu dětem jejich příběhy neměnili, i když například obsahovaly logické chyby.
V jednotlivých dílech hostoval např. režisér a scenárista Joss Whedon nebo herci Kate Micucci, Dave Foley, Matthew Mercer, Aaron Douglas či Cassandra Peterson.